# Thomas Bewick

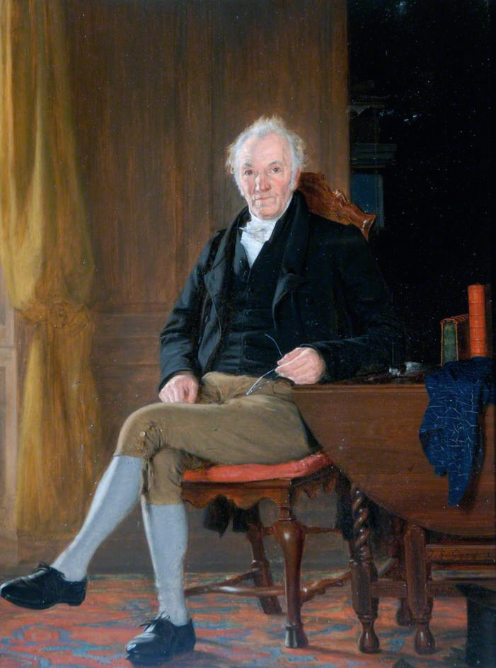
Thomas Bewick (Thomas Sword Good, 1827)

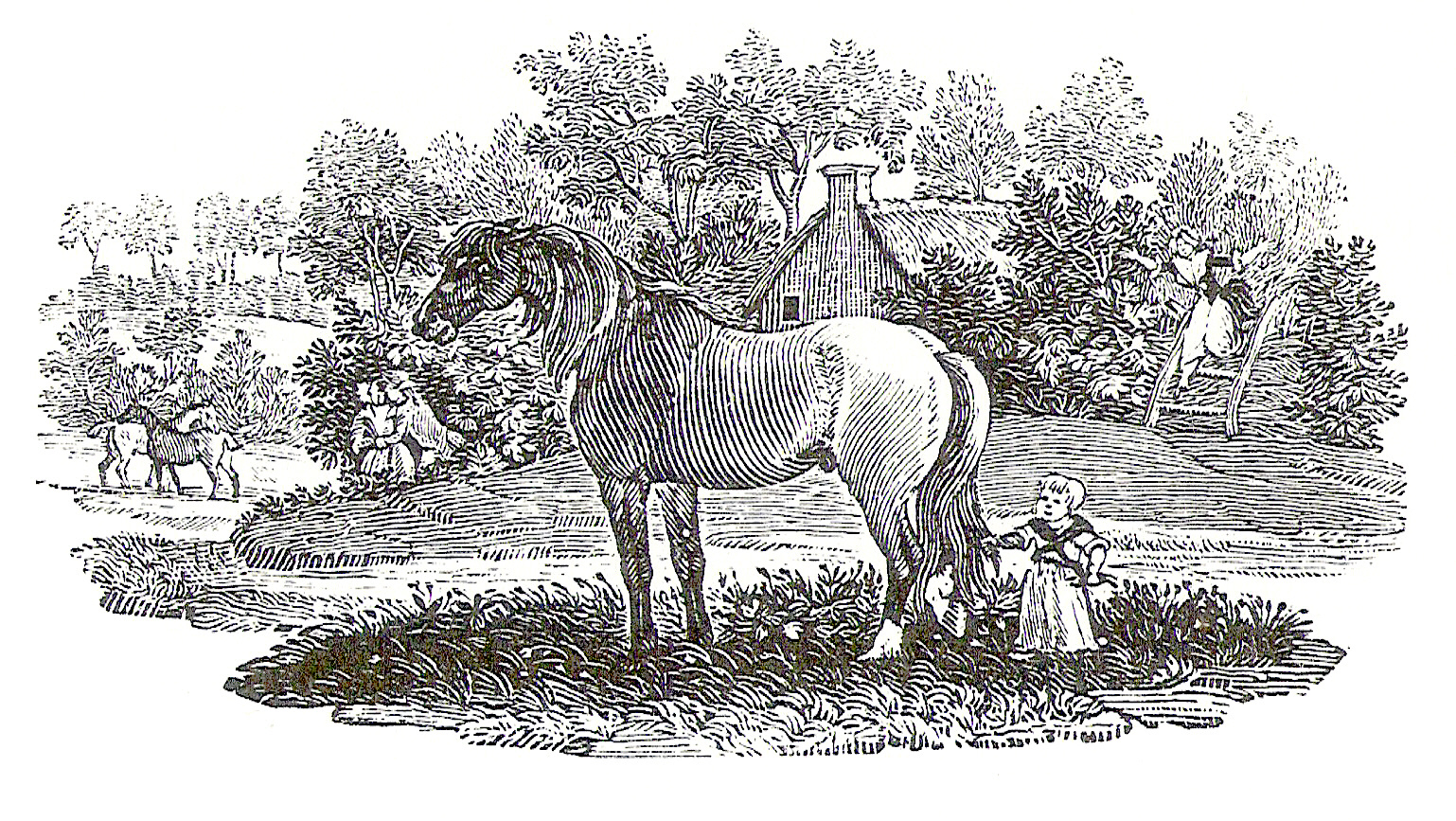
Houtgravure door Thomas Bewick

Thomas Bewick (Prudhoe, bij Newcastle upon Tyne, 12 augustus 1753 – 8 november 1828) was een Engelse houtgraveur en ornitholoog. 
Thomas Bewick werd geboren in het gehucht Mickley bij Prudhoe waar zijn vader een kleine kolenmijn bij Mickley Bank had gehuurd. Hij stuurde zijn zoon naar school in het nabijgelegen dorp Ovingham. Zijn huidige afstammelingen wonen in Nuneaton en Birmingham. Bewick was niet zo leergierig, maar vertoonde al op jeugdige leeftijd een talent voor tekenen. Toen hij veertien was kwam hij echter in de leer bij Ralph Beilby, een graveur in Newcastle. In het atelier van Beilby maakte hij een serie houtgravures met diagrammen voor de wiskundige Charles Hutton om een verhandeling over metingen te illustreren. Daarna lijkt hij zich geheel te zijn gaan bezighouden met de houtgravure, en in 1775 kreeg hij een prijs van de Royal Society for the Encouragement of Arts, Manufactures and Commerce voor een houtgravure van The Huntsman and the Old Hound. In 1776 werd hij partner in de werkplaats van Beilby. 
In 1790 verscheen Bewicks eerste grote werk, waarmee hij meteen beroemd werd: A General History of Quadrupeds. Van History of British Birds verscheen het eerste deel in 1797 en het tweede in 1804, met een supplement in 1821. Bewick wist veel van de gewoonten van dieren door zijn lange wandelingen in de natuur. 
Veel van zijn illustraties worden tot op de dag van vandaag gebruikt, vooral zijn vele vignetten.
Op 20 april 1786 trouwde Thomas Bewick met Isabella Elliot uit Ovingham, en op 29 april 1787 werd zijn oudste kind Jane geboren. Op 26 April 1788 werd zijn zoon Robert Elliot Bewick geboren, die later zijn compagnon zou worden.  